# Lucama
Lucama és una població dels Estats Units a l'estat de Carolina del Nord. Segons el cens del 2000 tenia 847 habitants.

## Demografia
Segons el cens del 2000, Lucama tenia 847 habitants, 387 habitatges i 229 famílies. La densitat de població era de 554,3 habitants per km².
Dels 387 habitatges en un 25,3% hi vivien nens de menys de 18 anys, en un 43,7% hi vivien parelles casades, en un 12,7% dones solteres, i en un 40,6% no eren unitats familiars. En el 34,4% dels habitatges hi vivien persones soles el 13,2% de les quals corresponia a persones de 65 anys o més que vivien soles. El nombre mitjà de persones vivint en cada habitatge era de 2,18 i el nombre mitjà de persones que vivien en cada família era de 2,78.
Per edats la població es repartia de la següent manera: un 20,9% tenia menys de 18 anys, un 8,9% entre 18 i 24, un 27,7% entre 25 i 44, un 23% de 45 a 60 i un 19,5% 65 anys o més.
L'edat mediana era de 40 anys. Per cada 100 dones de 18 o més anys hi havia 88,7 homes.
La renda mediana per habitatge era de 28.125 $ i la renda mediana per família de 37.750 $. Els homes tenien una renda mediana de 26.786 $ mentre que les dones 22.596 $. La renda per capita de la població era de 17.634 $. Entorn de l'11,5% de les famílies i el 18,8% de la població estaven per davall del llindar de pobresa.

## Poblacions més properes
El següent diagrama mostra les poblacions més properes.